# Pachycondyla soror
Pachycondyla soror är en myrart som först beskrevs av Carlo Emery 1899.  Pachycondyla soror ingår i släktet Pachycondyla och familjen myror.

## Underarter
Arten delas in i följande underarter:
- P. s. ancilla
- P. s. soror
- P. s. suturalis